# NGC 3277
NGC 3277 (również PGC 31166 lub UGC 5731) – galaktyka spiralna (Sab), znajdująca się w gwiazdozbiorze Małego Lwa. Odkrył ją William Herschel 11 kwietnia 1785 roku.